# SwA

SwA estructura

SOAP with Attachments (SwA) o MIME for Web Services se refiere al método de usar Servicios Web para enviar y recibir ficheros usando una combinación de SOAP y MIME, principalmente sobre HTTP.
SwA no es una nueva especificación, sino un mecanismo para usar facilidades SOAP y MIME para perfeccionar la transmisión de ficheros usando invocaciones a Servicios Web. 